# جنگ‌های پسافرمیمی

جنگ‌های پسافرمیمی

نام عناصر ۱۰۴ تا ۱۰۶، موضوع مجادله‌ای بود که در دهه ۱۹۶۰ شروع شد که توسط شیمیدان‌ ها به نام جنگ‌های پسافرمیمی شناخته شده‌است؛ زیرا این عناصر پس از عنصر فرمیم (عنصر شماره ۱۰۰) در جدول تناوبی قرار دارند. این جدال، از اختلاف نظرهای دانشمندان آمریکایی و شوروی که اولین بار این عناصر را جدا کرده بودن به وجود آمد. راه حل نهایی این مجادله، در سال ۱۹۹۷ نیز برای نام‌گذاری عناصر ۱۰۷ تا ۱۰۹ استفاده شد.

## اختلافات
برابر با کنوانسیون نام‌گذاری عناصر؛ حق نام‌گذاری عناصر جدید برای کاشفان آن است. با این حال، برای عناصر ۱۰۴، ۱۰۵ و ۱۰۶، میان آزمایشگاهی در آمریکا و آزمایشگاهی دیگر در شوروی، با توجه به این که کدام یک آن‌ها را زودتر کشف کرده‌اند، بحثی سر گرفت. هر کدام از طرفین، نام خود را برای عناصر ۱۰۴ و ۱۰۵ پیشنهاد می‌دادند که توسط طرف مقابل به رسمیت شناخته نمی‌شد.

## مخالفان
دو گروه اصلی که در این مناقشه درگیر بودند عبارتند از:
- گروهی آمریکایی در آزمایشگاه ملی لارنس برکلی
- گروهی روسی در مؤسسه مشترک تحقیقات هسته‌ای در دوبنا

همچنین کمیسیون نام‌گذاری شیمی معدنی آیوپاک (IUPAC)، به عنوان داور، نام‌گذاری پیشنهادی خود را به مجمع عمومی آیوپاک معرفی کرد. گروهی آلمانی نیز در مرکز تحقیقات یون سنگین GSI، که عناصر ۱۰۷ تا ۱۰۹ را کشف کرده بودند، زمانی به این مناقشه اضافه شدند که کمیسون نام‌گذاری شیمی معدنی پیشنهاد داد که نام "hahnium"، که توسط آمریکایی‌ها برای عنصر ۱۰۵ پیشنهاد شده بود، برای عنصر ۱۰۸ که این گروه کشف کرده بودند استفاده شود.
| گروه     | عدد اتمی | نام           | نام‌بخش         |
| -------- | -------- | ------------- | -------------- |
| آمریکایی | ۱۰۴      | Rutherfordium | ارنست رادرفورد |
| آمریکایی | ۱۰۵      | Hahnium       | اتو هان        |
| آمریکایی | ۱۰۶      | Seaborgium    | گلن سیبورگ     |
| روسی     | ۱۰۴      | Kurchatovium  | ایگور کورچتو   |
| روسی     | ۱۰۵      | Nielsbohrium  | نیلز بوهر      |
| آلمانی   | ۱۰۷      | Nielsbohrium  | نیلز بوهر      |
| آلمانی   | ۱۰۸      | Hassium       | هسن، آلمان     |
| آلمانی   | ۱۰۹      | Meitnerium    | لیزه مایتنر    |

در سال ۱۹۹۴، کمیسیون نامگذاری شیمی معدنی نام‌های زیر را پیشنهاد کرد:
| عدد اتمی | نام           | نام‌بخش            |
| -------- | ------------- | ----------------- |
| ۱۰۴      | Dubnium       | دوبنا، روسیه      |
| ۱۰۵      | Joliotium     | فردریک ژولیو کوری |
| ۱۰۶      | Rutherfordium | ارنست رادرفورد    |
| ۱۰۷      | Bohrium       | نیلز بور          |
| ۱۰۸      | Hahnium       | اتو هان           |
| ۱۰۹      | Meitnerium    | لیزه مایتنر       |

## اعتراض به طرح پیشنهادی IUPAC 94
این راه حل موجب اعتراض انجمن شیمی آمریکا (ACS) شد؛ زیرا حق گروه آمریکایی برای معرفی نام عنصر ۱۰۶ مورد بحث قرار نگرفته‌است و این گروه باید حق نام عنصر را داشته باشد. در واقع، آیوپاک تصمیم گرفت که اعتبار کشف عنصر 106 را به برکلی اختصاص دهد.
در همین راستا، گروه آلمانی با اشاره به این که طبق یک کنوانسیون طولانی مدت که یک عنصر توسط کاشفان آن نامگذاری می‌شود، ضد نام پیشنهادی "Hahnium" برای عنصر ۱۰۶ اعتراض کرد.
علاوه بر این؛ چون قبلاٌ در بسیاری از کتاب‌های آمریکایی نام‌های Rutherfordium و Hahnium برای عنصرهای ۱۰۴ و ۱۰۵ استفاده شده بود، انجمن شیمی آمریکا مخالف استفاده این نام‌ها برای عناصر دیگر بود.
در سال ۱۹۹۵، آیوپاک قوانین بحث برانگیز را رد کرد و کمیته ای از نمایندگان ملی را برای یافتن مصالحه ایجاد کرد. آن‌ها پیشنهاد کردند که در عوض حذف سایر پیشنهادها آمریکایی‌ها، بجز نام Lawrencium برای عنصر شماره ۱۰۳، Seaborgium برای عنصر ۱۰۶ استفاده شود. با توجه به این که طبق گزارشی در سال ۱۹۹۳ گروه روسی به عنوان اولین سنتزکننده عنصر ۱۰۲ شناخته شده بود، نام Flerovium جایگزین نام Nobelium شد. این تصمیم توسط دانشمندان آمریکایی رد شد و به این ترتیب موجب الغای آن شد. نام Flerovium بعدها برای عنصر شماره ۱۱۴ استفاده شد.

## قطعنامه IUPAC 97
در سال ۱۹۹۷، آیوپاک اجلاس دیگری برگزار کرد و در آن به بررسی تمامی نام‌های مورد استفاده و پیشنهادها پرداخت. در نهایت، تصمیم نهایی در مجمع عمومی آیوپاک در ژنو سوئیس اعلام شد. عنصر شماره ۱۰۵ Dubnium (Db) نامیده شد، که از شهر دوبنا در روسیه که مؤسسه مشترک تحقیقات هسته‌ای در آن قرار دارد گرفته شده‌است. نام‌های پیشنهادی آمریکایی‌ها نیز برای عناصر ۱۰۲، ۱۰۳، ۱۰۴ و ۱۰۶ مورد استفاده قرار گرفتند.
| عدد اتمی | نام         | نام‌بخش         |
| -------- | ----------- | -------------- |
| ۱۰۴      | رادرفوردیوم | ارنست رادرفورد |
| ۱۰۵      | دوبنیم      | دوبنا، روسیه   |
| ۱۰۶      | سیبورگیم    | گلن سیبورگ     |
| ۱۰۷      | بوهریم      | نیلز بوهر      |
| ۱۰۸      | هاسیم       | هسن، آلمان     |
| ۱۰۹      | مایتنریم    | لیزه مایتنر    |

## خلاصه
خلاصه نام‌گذاری عناصر از ۱۰۱ تا ۱۱۲:
| عدد اتمی | نام سیستماتیک | آمریکایی      | روسی          | آلمانی       | IUPAC 94      | نام نهایی (IUPAC 97) | نام امروزی (فارسی) |
| -------- | ------------- | ------------- | ------------- | ------------ | ------------- | -------------------- | ------------------ |
| ۱۰۱      | unnilunium    | mendelevium   | —             | —            | mendelevium   | mendelevium          | مندلیفیم           |
| ۱۰۲      | unnilbium     | nobelium      | joliotium     | —            | nobelium      | nobelium             | نوبلیم             |
| ۱۰۳      | unniltrium    | lawrencium    | rutherfordium | —            | lawrencium    | lawrencium           | لارنسیم            |
| ۱۰۴      | unnilquadium  | rutherfordium | kurchatovium  | —            | dubnium       | rutherfordium        | رادرفوردیم         |
| ۱۰۵      | unnilpentium  | hahnium       | nielsbohrium  | —            | joliotium     | dubnium              | دوبنیم             |
| ۱۰۶      | unnilhexium   | seaborgium    | —             | —            | rutherfordium | seaborgium           | سیبورگیم           |
| ۱۰۷      | unnilseptium  | —             | —             | nielsbohrium | bohrium       | bohrium              | بوهریم             |
| ۱۰۸      | unniloctium   | —             | —             | hassium      | hahnium       | hassium              | هاسیم              |
| ۱۰۹      | unnilennium   | —             | —             | meitnerium   | meitnerium    | meitnerium           | مایتنریم           |
| ۱۱۰      | ununnilium    | hahnium       | becquerelium  | darmstadtium | —             | —                    | دارمشتادیم         |
| ۱۱۱      | unununium     | —             | —             | roentgenium  | —             | —                    | رونتگنیم           |
| ۱۱۲      | ununbium      | —             | —             | copernicium  | —             | —                    | کوپرنیسیم          |

| عدد اتمی | گزینه‌های اصلی نامگذاری اتم | نام‌بخش              | نام سیستماتیک عنصر | شناسایی و کشف توسط                                                              | لیست نام‌های GSI و JINR سال ۱۹۹۲ | نام رسمی سال ۱۹۹۵ | نام رسمی سال ۱۹۹۷ |
| -------- | -------------------------- | ------------------- | ------------------ | ------------------------------------------------------------------------------- | ------------------------------- | ----------------- | ----------------- |
| ۱۰۳      | لارنسیم                    | ارنست ارلاندو لارنس | unniltrium (Unt)   | مؤسسه مشترک تحقیقات هسته ای(JINR) و آزمایشگاه ملی لارنس برکلی کالیفرنیا (LBNL)  | لارنسیم Lr                      | لارنسیم Lr        | لارنسیم Lr        |
| ۱۰۳      | رادرفوردیم                 | ارنست رادرفورد      | unniltrium (Unt)   | مؤسسه مشترک تحقیقات هسته ای(JINR) و آزمایشگاه ملی لارنس برکلی کالیفرنیا (LBNL)  | لارنسیم Lr                      | لارنسیم Lr        | لارنسیم Lr        |
| ۱۰۴      | کورچاتوفیم                 | ایگور کورچاتوف      | unnilquadium (Unq) | مؤسسه مشترک تحقیقات هسته ای(JINR) و آزمایشگاه ملی لارنس برکلی کالیفرنیا (LBNL)  | مایتنریم Mt                     | دوبنیم Db         | رادرفوردیم Rf     |
| ۱۰۴      | رادرفوردیم                 | ارنست رادرفورد      | unnilquadium (Unq) | مؤسسه مشترک تحقیقات هسته ای(JINR) و آزمایشگاه ملی لارنس برکلی کالیفرنیا (LBNL)  | مایتنریم Mt                     | دوبنیم Db         | رادرفوردیم Rf     |
| ۱۰۵      | نیلزبوهریم                 | نیلز بوهر           | unnilpentium (Unp) | مؤسسه مشترک تحقیقات هسته ای(JINR) و آزمایشگاه ملی لارنس برکلی کالیفرنیا (LBNL)  | کورچاتوفیم Ku                   | ژولیتیم Jl        | دوبنیم Db         |
| ۱۰۵      | هانیم                      | اتو هان             | unnilpentium (Unp) | مؤسسه مشترک تحقیقات هسته ای(JINR) و آزمایشگاه ملی لارنس برکلی کالیفرنیا (LBNL)  | کورچاتوفیم Ku                   | ژولیتیم Jl        | دوبنیم Db         |
| ۱۰۶      | سیبورگیم                   | گلن تئودور سیبورگ   | unnilhexium (Unh)  | آزمایشگاه ملی لارنس لیورمور (LLNL) و آزمایشگاه ملی لارنس برکلی کالیفرنیا (LBNL) | رادرفوردیم Rf                   | سیبورگیم Sg       | سیبورگیم Sg       |
| ۱۰۷      | نیلزبوهریم                 | نیلز بوهر           | unnilseptium (Uns) | مرکز تحقیقات یون سنگین GSI هلمهولتز (GSI) و مؤسسه مشترک تحقیقات هسته ای(JINR)   | نیلزبوهریم Ns                   | نیلزبوهریم Ns     | بوهریم Bh         |
| ۱۰۸      | هاسیم                      | هسن، آلمان          | unniloctium (Uno)  | مرکز تحقیقات یون سنگین GSI هلمهولتز (GSI)                                       | هاسیم Hs                        | هانیم Ha          | هاسیم Hs          |
| ۱۰۹      | مایتنریم                   | لیزه مایتنر         | unnilennium (Une)  | مرکز تحقیقات یون سنگین GSI هلمهولتز (GSI)                                       | هانیم Ha                        | مایتنریم Mt       | مایتنریم Mt       |